# Aidas Labuckas
Aidas Labuckas (* 10. November 1968 in Utena; † zwischen März und Mai 2013 in Jonava) war ein litauischer Schachspieler.

## Leben
Aidas Labuckas wuchs in Jonava auf.
Er war Mitglied des Schachclubs „Margiris“ in Kaunas, mit dem er zweimal am European Club Cup teilnahm. Ab 1997 trug er den Titel Internationaler Meister. Seine höchste Elo-Zahl lag bei 2435 im Januar 1997. Er gewann zweimal die litauische Schnellschachmeisterschaft und einmal die litauische Blitzmeisterschaft. Für die litauische Nationalmannschaft spielte er bei der Schacholympiade 2000 in Istanbul am zweiten Reservebrett. Er spielte in Lettland, Belarus und Schweden.
Im März 2013 verschwand Labuckas und wurde gesucht. Seine Leiche wurde im Mai 2013 in der Neris gefunden.